# Liste der Bodendenkmäler in Schwanstetten
Auf dieser Seite sind die Bodendenkmäler in dem mittelfränkischen Markt Schwanstetten zusammengestellt. Diese Tabelle ist eine Teilliste der Liste der Bodendenkmäler in Bayern. Grundlage ist die Bayerische Denkmalliste, die auf Basis des Bayerischen Denkmalschutzgesetzes vom 1. Oktober 1973 erstmals erstellt wurde und seither durch das Bayerische Landesamt für Denkmalpflege geführt wird. Die folgenden Angaben ersetzen nicht die rechtsverbindliche Auskunft der Denkmalschutzbehörde.

## Bodendenkmäler in Schwanstetten
| Lage                     | Objekt | Akten-Nr.     | Bild           |
| ------------------------ | --- | ------------- | -------------- |
| Schwanstetten (Standort) | Siedlung der frühen Latènezeit. | D-5-6632-0056 |                |
| Schwanstetten (Standort) | Siedlung der Urnenfelderzeit. | D-5-6632-0057 |                |
| Schwanstetten (Standort) | Siedlung vorgeschichtlicher Zeitstellung. | D-5-6632-0059 |                |
| Schwanstetten (Standort) | Siedlung des Neolithikums sowie Siedlung der Hallstatt- und der Latènezeit. | D-5-6632-0061 |                |
| Schwanstetten (Standort) | Siedlung vorgeschichtlicher Zeitstellung. | D-5-6632-0066 |                |
| Schwanstetten (Standort) | Siedlung vorgeschichtlicher Zeitstellung sowie mittelalterliche und frühneuzeitliche Befunde im Bereich der evangelisch-lutherischen Pfarrkirche St. Peter und Paul in Leerstetten, einschließlich umfriedetem Kirchhof mit Körperbestattungen. | D-5-6632-0130 | weitere Bilder |
| Schwanstetten (Standort) | Mittelalterliche und frühneuzeitliche Befunde im Bereich der evangelisch-lutherischen Pfarrkirche St. Johannes der Täufer in Schwanstetten und ihrer Vorgängerbauten, einschließlich umfriedetem Kirchhof mit Körperbestattungen.               | D-5-6632-0131 | weitere Bilder |